# Malá Bukovina (Velká Bukovina)
Malá Bukovina (německy Klein Bocken) je vesnice, část obce Velká Bukovina v okrese Děčín v Ústeckém kraji. Nachází se asi 1,5 kilometru severně od Velké Bukoviny. Je zde evidováno 61 adres. V roce 2011 zde trvale žilo 153 obyvatel.
Malá Bukovina je také název katastrálního území o rozloze 5,27 km².

## Historie
Nejstarší písemná zmínka o esnici pochází z roku 1393. Součástí obce byla i osada Lerchenthal, později přejmenovaná na Skřivánčí.

## Obyvatelstvo
|                                                 | 1869 | 1880 | 1890 | 1900 | 1910 | 1921 | 1930 | 1950 | 1961 | 1970 | 1980 | 1991 | 2001 | 2011 | 2021 |
| ----------------------------------------------- | ---- | ---- | ---- | ---- | ---- | ---- | ---- | ---- | ---- | ---- | ---- | ---- | ---- | ---- | ---- |
| Obyvatelé                                       | 572  | 611  | 563  | 536  | 458  | 445  | 430  | 232  | 160  | 170  | 146  | 122  | 118  | 153  | 167  |
| Domy                                            | 111  | 113  | 112  | 112  | 106  | 104  | 95   | 70   | 41   | 43   | 35   | 30   | 43   | 46   | 48   |
| Tabulka zahrnuje údaje zaniklé osady Skřivánčí. |      |      |      |      |      |      |      |      |      |      |      |      |      |      |      |

## Obecní správa
Při sčítání lidu v letech 1850–1976 byla Malá Bukovina samostatnou obcí v okrese Děčín. Od 1. května 1976 do 30. června 1980 byla částí obce Velká Bukovina v okrese Děčín. Od 1. července 1980 do 23. listopadu 1990 byla částí města Benešov nad Ploučnicí v okrese Děčín. Od 24. listopadu 1990 je opět částí obce Velká Bukovina v okrese Děčín.

## Pamětihodnosti
- Kostel svatého Václava se sochou svatého Antonína